# Oratorio del Santissimo Sacramento di San Lorenzo in Lucina
Santissimo Sacramento di san Lorenzo in Lucina ou Oratório do Santissimo Sacramento di san Lorenzo in Lucina era um oratório de Roma, Itália, localizado no rione Campo de Marte, na via Belsiana. Era dedicado ao Santíssimo Sacramento.

## História
Foi construído em 1578 como um oratório anexo à casa  da Confraria do Santíssimo Sacramento da basílica de San Lorenzo in Lucina. Era composto por uma pequena escadaria na entrada e decorado com tábuas de madeira pintadas a óleo do final do século XVI. Até o fim do século XIX e início do século XX, realizava concertos de música barroca. Foi desconsagrado em 1970 e transformado em local público enquanto que a casa da confraria, ao fundo, foi reutilizada para finalidades civis administrativas.